# Skull Fist
Skull Fist est un groupe de heavy et speed metal canadien, originaire de Toronto.

## Biographie
Skull Fist est formé en 2006 à Toronto, au Canada, par le chanteur et guitariste Zach Slaughter. La même année, le groupe sort une démo intitulée No False Metal et composée des deux morceaux Ride The Beast et No False Metal. Le line-up évolue beaucoup entre 2006 et 2010, et Zach Slaughter reste le seul membre présent depuis le début, les musiciens allant en venant au sein de la formation. En 2010, Slaughter fait paraître EP intitulé Heavier Than Metal en compagnie de Alison Thunderland à la batterie et Sir Shred à la seconde guitare. Cet EP est très positivement accueilli de la part de la communauté metal[réf. nécessaire], et le groupe signe chez Noise Art Records dans la foulée. Le groupe part alors deux fois en tournée au Canada puis à travers l'Europe à partir de janvier 2011 (notamment au Metal Assault Festival). Après être passés au Up The Hammer Festival en Grèce, et une nouvelle tournée avec les groupes Bullet et Enforcer en avril 2011, Alison et Shred quittent la formation au motif de conflits personnels.
Casey Slade (basse) et Jonny Nesta rejoignent alors le groupe et celui-ci sort son premier album, Head of the Pack en août 2011. Après la sortie de l'album, Jake Purchase intègre à son tour la formation et c'est le début d'une nouvelle tournée, Power of Metal, avec Sabaton et Grave Digger. L'album reçoit de très bonnes critiques et le groupe repart en tournée en Europe avec Grand Magus, Bullet, Steel Wing et Vanderbuyst. À l'été 2012, le groupe partage l'affiche avec Megadeth, W.A.S.P., et Uriah Heep à l'occasion du Metal Fest 2012. Jack Purchase part et est remplacé par Chris Steve, puis il s'ensuit une série de tournées au Japon tout d'abord, puis au Canada, et enfin au Brésil.
La sortie d'un deuxième album prévue pour 2013 est retardée une première fois par manque de budget puis une deuxième fois lorsque Zach subit plusieurs fractures après un accident de skateboard. Après une longue attente, le groupe sort son deuxième album, Chasing the Dream, en janvier 2014. Dans une interview de 2013, Zach explique l'écart de trois ans entre la sortie des deux albums : « Apparemment, l'argent ne pousse pas sur les arbres. Nous n'avions pas assez de pognon lorsque nous avons planifié l'enregistrement, alors nous l'avons repoussé de deux mois puis d'un mois supplémentaire quand j'ai décidé égoïstement de me briser le cou en skateboard, ce qui encore repoussé le tout de deux mois de plus. »

## Style musical
Skull Fist est considéré comme un acteur important de la New Wave Of Traditional Heavy Metal (NWOTHM), un mouvement récent qui a engendré l'émergence d'un bon nombre de groupes de heavy au son traditionnel. Le nom de ce mouvement est une référence directe à la New wave of British heavy metal, à laquelle il s'identifie beaucoup. White Wizzard, Enforcer, Cauldron ou encore Voltax sont parmi les autres groupes de cette mouvance.

## Membres

### Membres actuels
- Zach Slaughter - guitare, chant (depuis 2006)
- Casey Slade - basse (depuis 2011)
- Jonny Nesta - guitare soliste (depuis 2011)
- JJ Tartaglia - batterie (depuis 2014)

### Anciens membres
- Chris Keel - basse (2009)
- Teddy Turbo - basse (2009)
- Sir Shred - guitare (2006, 2010-2011)
- Caleb Beal - guitare (2010)
- Jonny Overdose - guitare, chant (2008)
- Alison Thunderland - batterie (2009-2011)
- Lexx Stryker - batterie (2006)
- Vassil - Drums (2006)
- Jake Purchase - batterie/percussions (2011-2012)
- Chris Steve - batterie (2013-2014)

## Discographie
- 2006 : No False Metal (démo)
- 2010 : Heavier Than Metal EP
- 2011 : Head of the Pack
- 2014 : Chasing The Dream
- 2018 : Way of the Road
- 2022 : Paid In full